# 1978
Il 1978 (MCMLXXVIII in numeri romani) è un anno  del XX secolo.

## Eventi

### Gennaio
- 1º gennaio – Bombay: il volo Air India 855, un Boeing 747 diretto a Dubai con a bordo 213 persone (190 passeggeri e 23 componenti dell'equipaggio) precipita in mare al largo di Bombay poco dopo il decollo. Non ci sono superstiti.
- 4 gennaio - Londra: assassinato dal Mossad il rappresentante dell'OLP Said Hammami
- 5 gennaio – Cile: Augusto Pinochet, forte di un plebiscito ben poco trasparente in suo favore, annuncia che il Cile tornerà alle urne solo nel 1986 e che non saranno ammesse nel paese commissioni d'inchiesta dell'ONU.
- 23 gennaio – la Svezia diviene la prima nazione a bandire le bombolette spray, il cui contenuto di clorofluorocarburi è il principale imputato del danneggiamento dello strato di ozono protettivo della Terra.
- 25 gennaio – Spagna: l'ex-sindaco franchista di Barcellona Joaquín Viola e sua moglie vengono assassinati. Sono stati uccisi da una bomba a pressione applicata al petto dell'uomo con un nastro adesivo.

### Febbraio
- 10 febbraio – viene pubblicato Van Halen, il primo album dell'omonimo gruppo rock statunitense Van Halen.
- 11 febbraio – la Cina proibisce la lettura delle opere di Aristotele, Shakespeare e Charles Dickens.
- 12 febbraio – Belfast: 12 vittime a seguito di un attentato dell'IRA.
- 21 febbraio – Città del Messico: operai delle linee elettriche al lavoro si imbattono in quelle che si scopriranno essere le rovine del Templo Mayor.
- 27 febbraio – la Francia effettua esperimenti nucleari a Mururoa.

### Marzo
- 1º marzo – Corsier-sur-Vevey, Svizzera: le spoglie di Charlie Chaplin vengono trafugate dal cimitero in cui è sepolto, a scopo di estorsione.
- 6 marzo
  - Durante una rapina ad una armeria romana viene ucciso il terrorista neofascista Franco Anselmi tra i fondatori dei Nuclei Armati Rivoluzionari
  - Lawrenceville, Georgia: l'editore pornografico Larry Flynt subisce un attentato a colpi di pistola, a seguito del quale rimarrà paralizzato.
- 14 marzo – Libano: le forze armate israeliane invadono il Libano dando il via all'Operazione Litani.
- 16 marzo – Roma: in via Fani un commando delle Brigate Rosse rapisce Aldo Moro, presidente della Democrazia Cristiana e uccide i cinque uomini della sua scorta.
- 26 marzo – Pasqua cattolica

### Aprile
- 2 aprile – Stati Uniti: la CBS manda in onda il primo episodio di Dallas.
- 22 aprile – Israele vince l'Eurovision Song Contest, ospitato a Parigi, Francia.
- 27 aprile - Rivoluzione di Saur in Afghanistan.

### Maggio
- 1º maggio – California: la DEC invia la prima email di spam (messaggio commerciale indesiderato).
- 8 maggio – Nepal: gli alpinisti Reinhold Messner e Peter Habeler sono i primi a raggiungere la cima dell'Everest senza l'ausilio di bombole di ossigeno.
- 9 maggio
  - Roma: il corpo senza vita di Aldo Moro viene ritrovato nel baule di una Renault 4 rossa in via Caetani, una laterale di Via delle Botteghe Oscure.
  - Cinisi: Peppino Impastato viene assassinato dalla mafia. Secondo la prima versione ufficiale sarebbe morto mentre posizionava una bomba. In seguito verrà riconosciuto che la morte dell’uomo è stato un omicidio della mafia voluto da Gaetano Badalamenti.

### Giugno
- 1º giugno – Argentina: calcio d'inizio dell'11º campionato del Mondo di calcio.
- 15 giugno – Italia: a seguito delle numerose accuse, rivelatesi in seguito infondate, che lo vedevano implicato nello Scandalo Lockheed, Giovanni Leone, rassegna le dimissioni dalla carica di Presidente della Repubblica Italiana sei mesi prima della scadenza naturale del mandato.
- 22 giugno – viene scoperto Caronte, il primo satellite di Plutone.
- 23 giugno – Giamaica: inizia la prima edizione del Reggae Sunsplash, primo grande Festival di musica reggae al mondo.
- 25 giugno – Argentina: con una vittoria sui Paesi Bassi per 3-1 dopo i tempi supplementari, la Nazionale argentina si aggiudica il suo primo titolo del Mondo di calcio.
- 30 giugno – Willie McCovey diventa il 12º giocatore della MLB a battere almeno 500 fuoricampo.

### Luglio
- 7 luglio – Le Isole Salomone ottengono l'indipendenza dal Regno Unito.
- 8 luglio – Italia: Il socialista Sandro Pertini, partigiano durante la Resistenza, viene eletto presidente della Repubblica Italiana al 16º scrutinio.
- 11 luglio – un'autocisterna sovraccaricata con 25 tonnellate di gas propilene liquido esplode di fronte al camping Los Alfaques a 3 km da San Carlos de la Rapita nella provincia spagnola di Tarragona provocando la morte per ustioni gravissime di 243 campeggiatori e il ferimento grave di centinaia di altre vittime. Dopo questo episodio verrà modificata la legislazione in materia di trasporto stradale di materiali combustibili pericolosi in Spagna.
- 16-17 luglio – a Bonn si tiene il 4º summit del G7.
- 25 luglio – nasce Louise Brown, la prima "bimba in provetta"; la procreazione assistita (o fertilizzazione in vitro) ottiene un successo scientifico che origina discussione di gravissima profondità presso tutte le culture, causando, a breve, l'originarsi della bioetica.

### Agosto
- 6 agosto – Castel Gandolfo, Roma: muore Papa Paolo VI (al secolo Giovanni Battista Montini), dopo 15 anni di pontificato a quasi 81 anni.
- 26 agosto – Città del Vaticano: il Patriarca di Venezia Albino Luciani viene eletto papa. Sceglierà di chiamarsi Giovanni Paolo I, diventando il primo papa della storia ad avere un doppio nome. Il suo pontificato durerà appena 33 giorni.

### Settembre
- 6-12 settembre – ad Alma Ata si tiene una storica conferenza sulla salute mondiale al culmine della quale fu adottata la Dichiarazione di Alma Ata[1].
- 7 settembre – il dissidente bulgaro Georgi Markov viene avvelenato a Londra, presumibilmente dietro ordine dei servizi segreti, tramite un ombrello bulgaro; morirà quattro giorni più tardi.
- 10 settembre – Monza: paurosa carambola di auto alla partenza del Gran Premio d'Italia di Formula 1: quattrocento metri dopo il via, due bolidi si toccano fra loro incendiandosi e coinvolgendo nell'incidente altre sette vetture. Restano gravemente feriti l'italiano Vittorio Brambilla e lo svedese Ronnie Peterson, che morirà il giorno seguente in ospedale a seguito delle gravissime ferite subite.
- 17 settembre – USA: con la mediazione del presidente USA Jimmy Carter vengono firmati gli accordi di Camp David in base ai quali la penisola del Sinai, conquistata dagli israeliani durante la guerra del Kippur, viene riannessa all'Egitto entro 3 anni. L'Egitto è così il primo paese arabo che riconosce l'esistenza di Israele.
- 18 settembre – Le Isole Salomone entrano nell'ONU.
- 25 settembre – un Boeing 727 della compagnia statunitense Pacific Southwest Airlines entra in collisione con un Cessna 172 sopra la città di San Diego (California) e precipita, causando 144 morti.
- 28 settembre – Città del Vaticano: muore Papa Giovanni Paolo I dopo soli 33 giorni di pontificato.

### Ottobre
- 1º ottobre
  - Mario Andretti su Lotus-Cosworth vince il campionato del mondo di Formula 1.
  - Tuvalu ottiene l'indipendenza.
- 16 ottobre – Città del Vaticano: il cardinale polacco Karol Wojtyła, già Arcivescovo di Cracovia, viene eletto papa con il nome di Giovanni Paolo II. Primo pontefice non italiano dai tempi di Adriano VI (1522-23), il suo pontificato sarà il più lungo della storia dopo quelli di san Pietro e Pio IX.

### Novembre
- 18 novembre – Jonestown, Guyana: i seguaci del reverendo Jones commettono un suicidio di massa.
- 30 novembre:
  - La pubblicazione del quotidiano britannico The Times viene sospesa a causa di vertenze sindacali; le agitazioni dureranno 50 settimane, e il giornale tornerà in edicola solo il 13 novembre 1979.
  - La Micronesia adotta una nuova bandiera.

### Dicembre
- 5 dicembre – Bruxelles: i paesi della CEE, esclusa la Gran Bretagna, approvano il Sistema Monetario Europeo con l'obiettivo di stabilizzare i tassi di cambio, ridurre l'inflazione e preparare la futura unificazione monetaria europea.
- 6 dicembre – la Spagna approva la sua attuale costituzione con un referendum.
- 11 dicembre  - Si svolge a Teheran, nel giorno sacro dell'Ashura, una imponente manifestazione di protesta contro lo Scià e la violenta azione repressiva dell'esercito.
- 18 dicembre - Il leader comunista Deng Xiaoping annuncia la "riforma e apertura" della Cina, un vasto programma di riforme economiche.
- 23 dicembre - Palermo: al largo di Punta Raisi precipita un DC 9 dell'Alitalia partito da Roma. L'aereo si inabissa in mare dopo essersi spezzato in due. I morti sono 107, i superstiti 22.
- 27 dicembre – la Spagna diventa una democrazia dopo 40 anni di dittatura.
- 29 dicembre – in Spagna entra in vigore la nuova Costituzione approvata dalle Cortes Generales.

## Nati
Ci sono circa 4 480 voci su persone nate nel 1978; vedi la pagina Nati nel 1978 per un elenco descrittivo o la categoria Nati nel 1978 per un indice alfabetico.

## Morti
Ci sono circa 1 240 voci su persone morte nel 1978; vedi la pagina Morti nel 1978 per un elenco descrittivo o la categoria Morti nel 1978 per un indice alfabetico.

## Calendario
| Calendario 1978 | Calendario 1978 | Calendario 1978 | Calendario 1978 | Calendario 1978 | Calendario 1978 | Calendario 1978 | Calendario 1978 | Calendario 1978 | Calendario 1978 | Calendario 1978 | Calendario 1978 | Calendario 1978 | Calendario 1978 | Calendario 1978 | Calendario 1978 | Calendario 1978 | Calendario 1978 | Calendario 1978 | Calendario 1978 | Calendario 1978 | Calendario 1978 | Calendario 1978 | Calendario 1978 | Calendario 1978 | Calendario 1978 | Calendario 1978 | Calendario 1978 | Calendario 1978 | Calendario 1978 | Calendario 1978 | Calendario 1978 | Calendario 1978 |
| --------------- | --------------- | --------------- | --------------- | --------------- | --------------- | --------------- | --------------- | --------------- | --------------- | --------------- | --------------- | --------------- | --------------- | --------------- | --------------- | --------------- | --------------- | --------------- | --------------- | --------------- | --------------- | --------------- | --------------- | --------------- | --------------- | --------------- | --------------- | --------------- | --------------- | --------------- | --------------- | --------------- |
|                 | 1               | 2               | 3               | 4               | 5               | 6               | 7               | 8               | 9               | 10              | 11              | 12              | 13              | 14              | 15              | 16              | 17              | 18              | 19              | 20              | 21              | 22              | 23              | 24              | 25              | 26              | 27              | 28              | 29              | 30              | 31              |                 |
| Gennaio         | Do              | Lu              | Ma              | Me              | Gi              | Ve              | Sa              | Do              | Lu              | Ma              | Me              | Gi              | Ve              | Sa              | Do              | Lu              | Ma              | Me              | Gi              | Ve              | Sa              | Do              | Lu              | Ma              | Me              | Gi              | Ve              | Sa              | Do              | Lu              | Ma              |                 |
| Febbraio        | Me              | Gi              | Ve              | Sa              | Do              | Lu              | Ma              | Me              | Gi              | Ve              | Sa              | Do              | Lu              | Ma              | Me              | Gi              | Ve              | Sa              | Do              | Lu              | Ma              | Me              | Gi              | Ve              | Sa              | Do              | Lu              | Ma              |                 |                 |                 |                 |
| Marzo           | Me              | Gi              | Ve              | Sa              | Do              | Lu              | Ma              | Me              | Gi              | Ve              | Sa              | Do              | Lu              | Ma              | Me              | Gi              | Ve              | Sa              | Do              | Lu              | Ma              | Me              | Gi              | Ve              | Sa              | Do              | Lu              | Ma              | Me              | Gi              | Ve              |                 |
| Aprile          | Sa              | Do              | Lu              | Ma              | Me              | Gi              | Ve              | Sa              | Do              | Lu              | Ma              | Me              | Gi              | Ve              | Sa              | Do              | Lu              | Ma              | Me              | Gi              | Ve              | Sa              | Do              | Lu              | Ma              | Me              | Gi              | Ve              | Sa              | Do              |                 |                 |
| Maggio          | Lu              | Ma              | Me              | Gi              | Ve              | Sa              | Do              | Lu              | Ma              | Me              | Gi              | Ve              | Sa              | Do              | Lu              | Ma              | Me              | Gi              | Ve              | Sa              | Do              | Lu              | Ma              | Me              | Gi              | Ve              | Sa              | Do              | Lu              | Ma              | Me              |                 |
| Giugno          | Gi              | Ve              | Sa              | Do              | Lu              | Ma              | Me              | Gi              | Ve              | Sa              | Do              | Lu              | Ma              | Me              | Gi              | Ve              | Sa              | Do              | Lu              | Ma              | Me              | Gi              | Ve              | Sa              | Do              | Lu              | Ma              | Me              | Gi              | Ve              |                 |                 |
| Luglio          | Sa              | Do              | Lu              | Ma              | Me              | Gi              | Ve              | Sa              | Do              | Lu              | Ma              | Me              | Gi              | Ve              | Sa              | Do              | Lu              | Ma              | Me              | Gi              | Ve              | Sa              | Do              | Lu              | Ma              | Me              | Gi              | Ve              | Sa              | Do              | Lu              |                 |
| Agosto          | Ma              | Me              | Gi              | Ve              | Sa              | Do              | Lu              | Ma              | Me              | Gi              | Ve              | Sa              | Do              | Lu              | Ma              | Me              | Gi              | Ve              | Sa              | Do              | Lu              | Ma              | Me              | Gi              | Ve              | Sa              | Do              | Lu              | Ma              | Me              | Gi              |                 |
| Settembre       | Ve              | Sa              | Do              | Lu              | Ma              | Me              | Gi              | Ve              | Sa              | Do              | Lu              | Ma              | Me              | Gi              | Ve              | Sa              | Do              | Lu              | Ma              | Me              | Gi              | Ve              | Sa              | Do              | Lu              | Ma              | Me              | Gi              | Ve              | Sa              |                 |                 |
| Ottobre         | Do              | Lu              | Ma              | Me              | Gi              | Ve              | Sa              | Do              | Lu              | Ma              | Me              | Gi              | Ve              | Sa              | Do              | Lu              | Ma              | Me              | Gi              | Ve              | Sa              | Do              | Lu              | Ma              | Me              | Gi              | Ve              | Sa              | Do              | Lu              | Ma              |                 |
| Novembre        | Me              | Gi              | Ve              | Sa              | Do              | Lu              | Ma              | Me              | Gi              | Ve              | Sa              | Do              | Lu              | Ma              | Me              | Gi              | Ve              | Sa              | Do              | Lu              | Ma              | Me              | Gi              | Ve              | Sa              | Do              | Lu              | Ma              | Me              | Gi              |                 |                 |
| Dicembre        | Ve              | Sa              | Do              | Lu              | Ma              | Me              | Gi              | Ve              | Sa              | Do              | Lu              | Ma              | Me              | Gi              | Ve              | Sa              | Do              | Lu              | Ma              | Me              | Gi              | Ve              | Sa              | Do              | Lu              | Ma              | Me              | Gi              | Ve              | Sa              | Do              |                 |

## Premi Nobel
- per la Pace: Menachem Begin, Anwar al-Sadat
- per la Letteratura: Isaac Bashevis Singer
- per la Medicina: Werner Arber, Daniel Nathans, Hamilton O. Smith
- per la Fisica: Pyotr Leonidovich Kapitsa, Arno A. Penzias, Robert Woodrow Wilson
- per la Chimica: Peter D. Mitchell
- per l'Economia: Herbert A. Simon